# Cantón de Lons-le-Saunier-Sur
El cantón de Lons-le-Saunier-Sur era una división administrativa francesa, que estaba situada en el departamento de Jura y la región de Franco Condado.

## Composición
El cantón estaba formado por once comunas, más una fracción de la comuna que le daba su nombre:
- Bornay
- Chilly-le-Vignoble
- Courbouzon
- Frébuans
- Geruge
- Gevingey
- Lons-le-Saunier (fracción)
- Macornay
- Messia-sur-Sorne
- Moiron
- Trenal
- Vernantois

## Supresión del cantón de Lons-le-Saunier-Sur
En aplicación del Decreto nº 2014-165 de 17 de febrero de 2014, el cantón de Lons-le-Saunier-Sur fue suprimido el 22 de marzo de 2015 y sus 12 comunas pasaron a formar parte del nuevo cantón de Lons-le-Saunier-2.